# Каммари, Михаил Давидович
Михаил Давидович Каммари (фин. Mikko Kammari) (17.2(1.3).1898, дер. Бегуницы Петергофского уезда Санкт-Петербургской губернии — 21.09.1965, Москва) — советский учёный-философ, член-корреспондент АН СССР (1953).

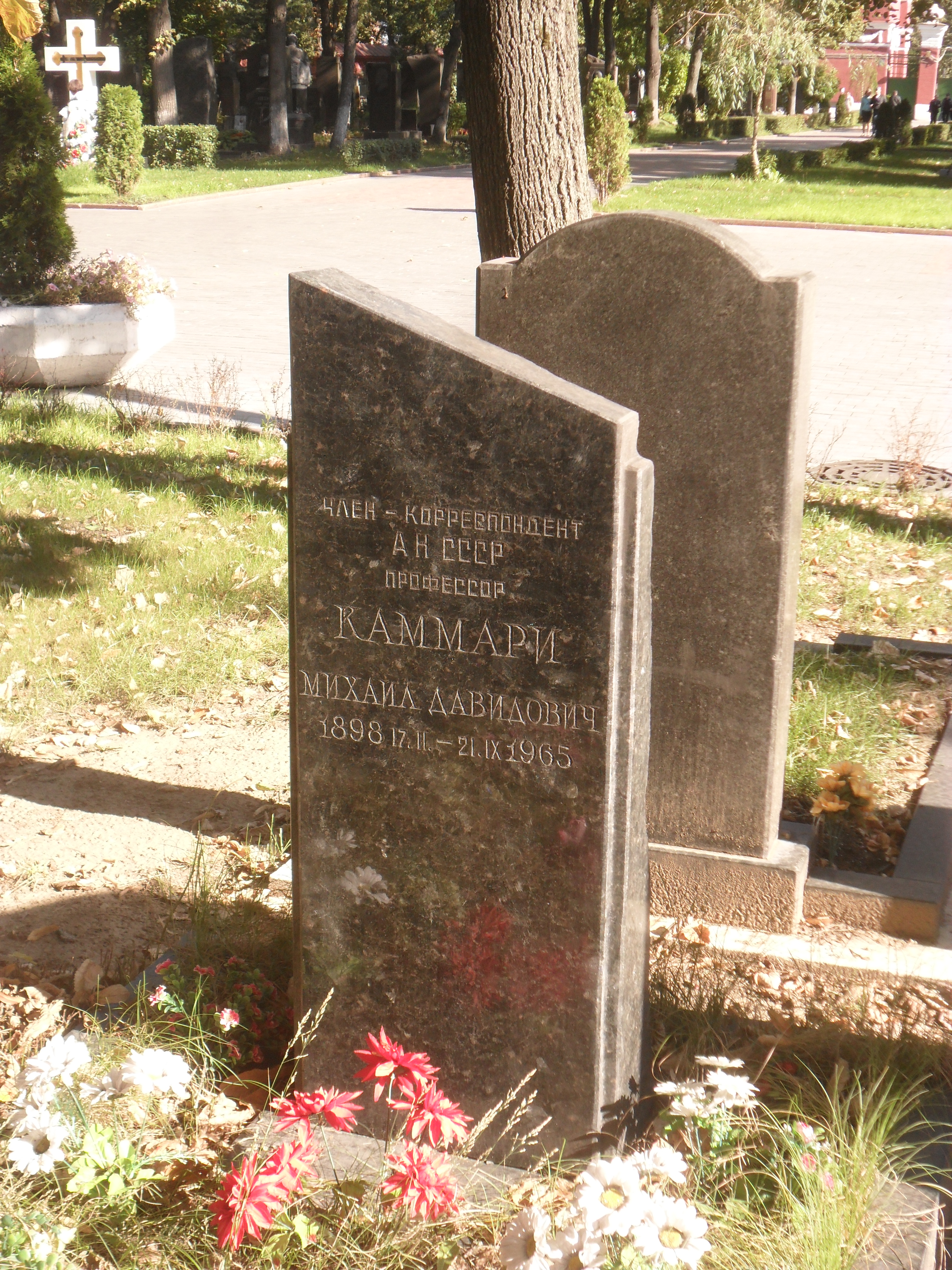
Могила М. Д. Каммари на Новодевичьем кладбище Москвы

## Биография
Ингерманландец, родился в семье учителя. После смерти матери начал трудиться в крестьянском хозяйстве отца и на отработках у помещика (1906—1914). Образование получил в начальном и двухклассном земском училище (1906—1912), затем окончил Петербургскую (с 1914 года — Петроградскую) земскую учительскую школу в Гатчине (1917).
С сентября 1917 по май 1919 года работал учителем в деревнях Ручьи и Старое Греблово Петроградской области. Член РКП(б) с 1919 года. В июне 1919 года был арестован вошедшими в Бегуницкую волость отрядами Юденича по подозрению в разведке в пользу Красной Армии, но за отсутствием улик отпущен на поруки своему бывшему учителю.
В 1919—1921 годах заведовал волостным отделом народного образования, в 1921—1924 годах — агитационном отделом уездного комитета РКП(б) в городах Петергофе и Гатчине. В 1924—1925 годах находился на лекторской работе Новгородского губернского комитета ВКП(б), в 1925—1927 годах преподавал марксизм-ленинизм в Ленинградской областной партийной школе.
Окончил Институт красной профессуры философии и естествознания (1931). Преподавал философию в вузах, в 1931—1932 годах работал заместителем ректора по учебной части курсов марксизма-ленинизма при ЦК ВКП(б), в 1932—1934 годах был заместителем директора по учебной части Института красной профессуры, в 1934—1935 годах — Института философии Комакадемии при ЦИК СССР. Кандидат философских наук, профессор (1935).
Был активным участником философских дискуссий начала 1930-х годов, резко нападал на группу академика А. М. Деборина и его окружение, обвиняя их в «правом оппортунизме», разрыве с революционной борьбой пролетариата и в троцкизме. Одним из аргументов, якобы доказывавших троцкизм «меньшевиствующих идеалистов», был указан тот факт, что в 1925 году Л. Д. Троцкий написал брошюру «Менделеев и марксизм», но не был раскритикован деборинцами за допущенные там, по мнению М. Д. Каммари, механистические формулировки .
В 1936—1940 годах работал старшим научным сотрудником Института Маркса-Энгельса-Ленина при ЦК ВКП(б), в 1940—1945 годах — ответственным редактором финской редакции Всесоюзного радиовещания при СНК СССР.
С 1945 года — старший научный сотрудник Института философии АН СССР, заведующий сектором истории марксистско-ленинской философии. В 1946—1950 годах преподавал в Академии общественных наук при ЦК ВКП(б). С 1949 по 1954 год — редактор журнала «„Большевик“ („Коммунист“)», с 1954 года — член редколлегии.
В 1949 году защитил диссертацию «Марксизм-ленинизм о роли личности в истории», в 1950 году был утверждён в учёной степени доктора философских наук. Член-корреспондент АН СССР (23.10.1953). В 1953—1961 годах занимал должность заместителя академика-секретаря Отделения экономических, философских и правовых наук АН СССР, с 1957 года — член бюро Отделения.
В 1954—1959 годах — главный редактор журнала «Вопросы философии», затем член его редколлегии. В сентябре 1959 года принимал участие в работе IV Всемирного конгресса социологов (Италия), в 1961 году — в работе научной конференции, посвящённой актуальным теоретическим проблемам строительства социализма и коммунизма (ЧСР), в 1962 году — в рабочем совещании по философским проблемам закономерностей социалистического развития и национальных особенностей (ВНР).

## Основные работы
Книги
- О советском социалистическом обществе. М., 1948 (в соавт.);
- Исторический материализм. М., 1950 (2-е изд. 1954; в соавт.);
- СССР — великое содружество социалистических наций. М., 1950;
- Марксизм-ленинизм о роли личности в истории. М., 1952 (удостоена премии Президиума АН СССР);
- Народ — творец истории. Рига, 1954;
- Что такое базис и надстройка общества. М., 1957;
- Роль народных масс и личности в истории. М., 1957 (в соавт.);
- «Основы марксистской философии» (1959; в соавт.);
- Расцвет социалистических наций и их сближение в период перехода от социализма к коммунизму. М., 1961;
- Марксизм-ленинизм о роли народных масс и личности в историческом процессе. М., 1965.

Статьи
- Товарищ Сталин о разработке Лениным материалистической диалектики // Под знаменем марксизма. 1932. № 11-12 (в соавт. с П. Ф. Юдиным);
- Развитие И. В. Сталиным марксистско-ленинского учения по национальному вопросу // Иосифу Виссарионовичу Сталину Академия наук СССР. М., 1949;
- Создание и развитие И. В. Сталиным марксистской теории нации // Вопросы истории. 1949. № 12 (перепечатано в: Вопросы марксистско-ленинской философии. М., 1950);
- И. В. Сталин о марксизме в языкознании // Вопросы философии. 1950. № 2 (10);
- Неоценимый вклад в теорию национального вопроса [О трудах И. В. Сталина «Марксизм и национальный вопрос» и «Национальный вопрос и ленинизм»] // Философские записки. 1950. Т. IV;
- И. В. Сталин о марксизме в языкознании // Вопросы диалектического и исторического материализма в труде И. В. Сталина «Марксизм и вопросы языкознания». М., 1951.

## Награды
- орден Трудового Красного Знамени (27.03.1954)